# Korowicha (obwód iwanowski)
Korowicha (ros. Коровиха) – wieś (dieriewnia) w Rosji, w obwodzie iwanowskim, w rejonie leżniewskim. W 2010 liczyła 340 mieszkańców.